# 473 pr. n. št.
Stoletja: 6. stoletje pr. n. št. - 5. stoletje pr. n. št. - 4. stoletje pr. n. št.
Desetletja: 520. pr. n. št. 510. pr. n. št. 500. pr. n. št. 490. pr. n. št. 480. pr. n. št. - 470. pr. n. št. - 460. pr. n. št. 450. pr. n. št. 440. pr. n. št. 430. pr. n. št. 420. pr. n. št.
Leta:  478 pr. n. št. 477 pr. n. št. 476 pr. n. št. 475 pr. n. št. 474 pr. n. št. - 473 pr. n. št. - 472 pr. n. št. 471 pr. n. št. 470 pr. n. št. 469 pr. n. št. 468 pr. n. št.

## Smrti
- - Ksenofan, grški filozof, pesnik, satirik (* okoli 570 pr. n. št.)